# Guerra de Kargil
La Guerra de Kargil, també coneguda com a Conflicte de Kargil, va ser un conflicte armat entre l'Índia i el Pakistan que va tenir lloc al districte de Kargil, a la regió de Caixmir entre maig i juliol de 1999. La causa de la guerra va ser la infiltració de soldats pakistanesos i militants del Caixmir al costat indi de la Línia de Control, que serveix de frontera de facto entre les dues nacions. Pakistan va culpar enterament de la guerra als intents independentistes del Caixmir, però documents i declaracions del primer ministre pakistanès i del cap de l'exèrcit demostren la intervenció de forces paramilitars pakistaneses. L'exèrcit indi, recolzat per la força aèria, va atacar les posicions enemigues, i amb el suport de la diplomàcia internacional, finalment, va forçar la seva retirada.
Aquesta guerra és un dels exemples més recents de conflictes bèl·lics en terreny muntanyós a grans altituds sobre el nivell del mar i va representar problemes logístics significatius per a ambdós bàndols. És a més el primer conflicte entre aquestes dues nacions després que aquestes desenvolupessin armes nuclears. La guerra va intensificar la tensió entre els dos països i va fer que l'Índia augmentés la seva despesa de defensa. Al Pakistan, les repercussions van causar inestabilitat en el govern i a l'economia, i el 12 d'octubre de 1999, es va produir un cop d'Estat per part del llavors cap de l'exèrcit, Pervez Musharraf.

## Noms del conflicte
Hi ha hagut diversos noms per a aquest conflicte. Durant la mateixa Guerra de Kargil, el Govern de l'Índia va ser estricte en no fer servir el terme guerra, anomenant-la "situació similar a la guerra", malgrat que les dues nacions havien anunciat que es trobaven en "estat de guerra". Termes com "conflicte", "incident", i fins i tot el nom oficial de l'assalt militar "Operació Vijay" van ser usats amb preferència a "guerra". En canvi, després del seu final, el Govern de l'Índia va començar a anomenar-la Guerra de Kargil, tot i que no havia existit una declaració oficial de guerra. Altres noms menys populars que ha rebut són els de "Tercera Guerra del Caixmir" i el nom clau pakistanès per a la infiltració "Operació Badr".

## Ubicació

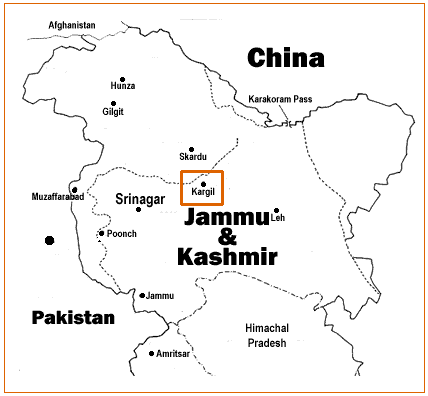
Ubicació del conflicte.

Abans de la partició de l'Índia el 1947, Kargil formava part de Gilgit-Baltistan, una regió d'una àmplia diversitat lingüística, ètnica i religiosa a causa, en part, a la gran quantitat de valls aïllades que estan separades per algunes de les muntanyes més altes del món. La Guerra indopakistanesa de 1947 va donar com a resultat que la major part de la regió de Kargil fos territori de l'Índia. Després de la derrota del Pakistan a la Guerra indopakistanesa de 1971 la resta de la zona, incloent-hi llocs militars estratègics, va passar a ser també territori de l'Índia.
Cal destacar que Kargil és l'únic districte de la subdivisió de Ladakh que té una majoria musulmana. El poble i el districte de Kargil es troben en l'actualitat en el que es coneix com a Jammu i Caixmir. Se situa just a la línia de control (LOC per les seves sigles en anglès), la frontera de facto entre les dues nacions, situada a 120 quilòmetres de Srinagar, de cara a les àrees del nord. Com altres àrees de la serralada de l'Himàlaia, té un clima temperat. Els estius són frescos, amb nits glacials, mentre que els hiverns són llargs i gelats, amb temperatures que cauen als -40°C. La carretera nacional que connecta Srinagar amb Leh passa a través de Kargil.
L'àrea que va presenciar la infiltració i la lluita és una franja de 160 quilòmetres de llarg a la frontera de la LOC, al damunt d'aquesta carretera vital del costat indi del Caixmir. A part de la capital del districte, Kargil, la línia frontal del conflicte va afectar el petit poble de Drass i també al sector de Batalik, la vall de Mushko i altres àrees limítrofes, incloent-hi la frontera. Els llocs militars en aquesta cadena muntanyosa es trobaven al voltant dels 5.000 metres d'altura, i alguns fins als 5.600.
Una de les principals raons per les que Kargil tingué les incursions era el que seu terreny es prestava a la guerra preventiva. Amb característiques tàcticament vitals i llocs defensius ben preparats a la part alta dels cims, va proporcionar un terreny elevat ideal per a la defensar, similars als d'una fortalesa. Qualsevol atac per desallotjar l'enemic i recuperar les terres altes en una guerra de muntanya requeriria una molt més gran proporció d'atacants que defensors, agreujada per l'elevada altitud i temperatures sota zero. A més, Kargil està a només 173 quilòmetres de la ciutat pakistanesa de Skardu, capaç de donar suport logístic i d'artilleria als combatents pakistanesos. Totes aquestes raons tàctiques, a més de ser el districte de Kargil de majoria musulmana, van ser probablement els factors que contribueixen al fet que Kargil fos el lloc escollit per atacar.
L'11 de maig de 1999, la Força Aèria Índia va ser cridada a proporcionar helicòpters per donar suport aeri proper a l'Exèrcit Indi en el moment culminant de la Guerra de Kargil contra el Pakistan. Els primers atacs es llançaven el 26 de maig, quan la Força Aèria Índia va atacar posicions amb caces i helicòpters d'atac. Els atacs inicials foren de Mig-27 amb cobertura de caces Mig-21 i Mig-29. La FAI també desplegava radars i caces Mig-29 per comprovar els moviments militars pakistanesos a través de la frontera.
El 27 de maig, la FAI perdia un Mig-21 en combat i un Mig-27 per un problema mecànic. L'endemà, un Mig-17 es perdia per un míssil superfície-aire en una sortida ofensiva. Aquestes pèrdues forçaven la FAI a retirar helicòpters de papers ofensius i el 30 de maig va posar en operació els Dassault Mirage 2000, que es considerava la millor aeronau a gran altitud. El Mirage 2000 no només tenia millor equip defensiu comparat amb els MiG, sinó que també donava la possibilitat de fer atacs aeris de nit. Els MiG-29 s'utilitzaren intensament per proporcionar escorta als Mirage 2000. Els Mirages reeixidament atacaren camps i bases logístiques enemigues a Kargil. En el moment culminant del conflicte, la FAI estava dirigint més de quaranta sortides diàriament sobre la regió del Kargil. Abans del 26 de juliol, les forces índies havien alliberat 6 dels 10 punts estratègics capturats per les forces pakistaneses al Kargil.